# Shashe-Mooke
Shashe-Mooke is een dorp in het district Central in Botswana. De plaats telt 3380 inwoners (2011).